# 博多ステイハングリー
『博多ステイハングリー』（はかたステイハングリー、英: Hakata Stay Hungry）は、2014年4月2日（4月3日未明）から2014年10月1日（10月2日未明）までの毎週水曜深夜にて、テレビ西日本で放送されたテレビ番組。前半のテレビドラマと後半の情報バラエティー番組で構成されている。

## 概要
連続ドラマと情報バラエティが一対になって展開する番組の中で地元福岡を舞台に、福岡の今を生きる若者達が主人公になり、先端の遊び場や流行などを取り入れながら、そのドラマで出てきたモノやコトを説明しながら、さらに音楽やファッション、映画などドラマでは取り上げきれなかった福岡での新しいカルチャーもウェブサイト、SNSを活用して提案している。ドラマのキャストの一部、およびバラエティーのレポーターは一般オーディションで選ばれた。
この番組と連動して、2014年4月5日12時から毎週土曜日、FM福岡で『博多ステイハングリーR』が放送されている。
なお、前シリーズが2014年7月2日をもって終了し、7月9日からは『博多ステイハングリーシーズン2』がスタートした。

## シーズン1

### ドラマ
服飾専門学校に通い、デザイナーを目指す良太は、SNSグループで知った自殺を止めたことをきっかけとして典男、雄治と出会う。3人はSNSに持ちかけられる女性の問題を解決して行く。

#### キャスト
- 小野賢章 - 槙野良太役
  - 服飾専門学校の学生。
- 山田親太朗 - 具志堅典男役
  - 料理人見習い。
- 本山功康 - 白石雄治役
  - DJ見習い。
- 逢沢りな - 今泉由真役
  - ミュゼのスタッフ
- 植野行雄 - 村井万次郎役
  - 看板持ちの姿で行動する情報屋。SNSのグループ『博多お悩み相談所』を運営している。
- 金山一彦 - 槙野定之役
  - 良太の父

### 情報バラエティー
ドラマで紹介された、場所、コト、モノを取り上げるとともに、旬な話題についてもジャンルを問わずとりあげている。メインは、1つのテーマを2人のレポーターがそれぞれの視点でレポートし、3人のMCの判定により勝者が決まる「レポートバトル」。

#### MC
- 北出恭子
- 伊藤寿賀子
- Mikako (from FAKY)

## シーズン2

### ドラマ
倉科遼監修の博多発信の新たな物語『夢王（MUOH）』
博多の夜の街を舞台に、スカウトマンからのし上がった一人の男 達宮太一。 そして彼の幼馴染の倉田秋生・橋本香歩。 人と出会い、人と別れる。
欲望にまみれた街で、生きた男がみた世界は… そして太一・秋生・香歩は…。 彼らが目指した場所とは。

#### キャスト
- 栗山航 - 達宮太一役
- 加藤慶祐 - 倉田秋生役
- 多岐川華子 - 橋本香歩役
- 吉田まどか・階戸瑠李・美沙玲奈・吉岡璃乃・大野哲生・森本のぶ
- 椎名鯛造・戸塚純貴 ／ DAIGO（友情出演）／ Raychell
- 前田倫良・山崎銀之丞・永澤俊矢

### 情報バラエティー
タイトルは、『SEKARA-SHIKA!!』。
「博多の街をせからしか（＝うるさい）なメンバーたちが体当たりレポート！！」
博多の街をせからしかなメンバーたちがさらに盛り上げるべく、博多の今をお伝えします！

#### メインレポーター
- 北出恭子
- 伊藤寿賀子
- 山田親太朗
- 紗綾
- 美奈子

#### マンスリーレポーター
- 7月：本山功康
- 8月：宮瀬彩加
- 9月：坂口進

#### ナレーション
- 謎の編集長X：森下悠里
- 謎の副編集長Y：多田あさみ